# Cantone di Cossé-le-Vivien
Il Cantone di Cossé-le-Vivien è una divisione amministrativa dell'arrondissement di Château-Gontier.
A seguito della riforma approvata con decreto del 21 febbraio 2014, che ha avuto attuazione dopo le elezioni dipartimentali del 2015, è passato da 11 a 29 comuni.

## Composizione
Gli 11 comuni facenti parte prima della riforma del 2014 erano:
- La Chapelle-Craonnaise
- Cosmes
- Cossé-le-Vivien
- Cuillé
- Gastines
- Laubrières
- Méral
- Peuton
- Quelaines-Saint-Gault
- Saint-Poix
- Simplé

Dal 2015 i comuni appartenenti al cantone sono i seguenti 29:
- Astillé
- Athée
- Ballots
- La Boissière
- Brains-sur-les-Marches
- La Chapelle-Craonnaise
- Congrier
- Cosmes
- Cossé-le-Vivien
- Courbeveille
- Cuillé
- Fontaine-Couverte
- Gastines
- Laubrières
- Livré-la-Touche
- Méral
- Quelaines-Saint-Gault
- Renazé
- La Roë
- La Rouaudière
- Saint-Aignan-sur-Roë
- Saint-Erblon
- Saint-Martin-du-Limet
- Saint-Michel-de-la-Roë
- Saint-Poix
- Saint-Saturnin-du-Limet
- La Selle-Craonnaise
- Senonnes
- Simplé